# Otto Rischbieter

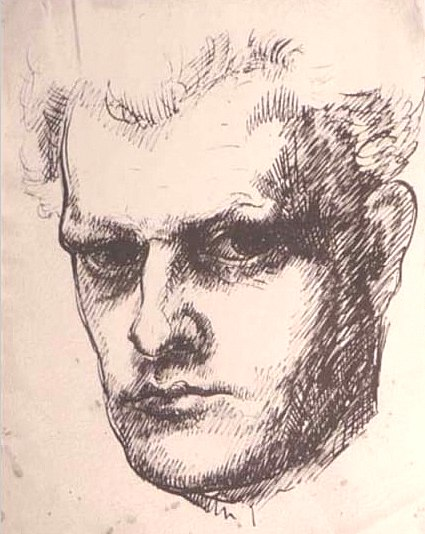
Otto Rischbieter, Selbstbildnis (ca. 1935)

Otto Rischbieter (* 25. Juni 1897 in Burgdorf; † 27. Januar 1943 in Brandenburg an der Havel) war ein deutscher Maler und Vertreter des Verismus antifaschistischer Prägung, welcher der Neuen Sachlichkeit nahe war. Er zählt zu den unter dem NS-Regime verfolgten und ermordeten Künstlern.

## Leben
Otto Rischbieter wurde zur Zeit des Deutschen Kaiserreichs geboren. Er absolvierte eine Lehre als Dekorationsmaler. Von 1920 bis 1921 schloss sich eine künstlerische Ausbildung an der Kunstgewerbeschule Hannover an. Von 1921 bis 1925 studierte er an der Kunstakademie Dresden. Anschließend war er in einem kunstgewerblichen Atelier und als Flachmaler sowie Tapezierer tätig. Im Jahr 1924 wurde er Mitglied der KPD. Er besuchte die Marxistische Arbeiterschule (MASCH), wo er in Kontakt zu den Künstlern Otto Griebel, Hans und Lea Grundig sowie Eva Schulze-Knabe kam. Er wurde Mitglied der „Roten Hilfe“ und des „Rotfrontkämpferbundes“. Von 1930 bis 1933 hatte er Kontakte zur Assoziation revolutionärer bildender Künstler (ASSO) Dresden. Nach der Machtübernahme durch die Nationalsozialisten 1933 und der Ausschaltung der KPD nach dem Reichstagsbrand nahm Rischbieter als Kommunist eine aktive antifaschistische Untergrundtätigkeit auf. Er transportierte u. a. illegale Schriften aus der Tschechoslowakei nach Deutschland. Da er den Machthabern verdächtig vorkam, wurden bei ihm wiederholt Hausdurchsuchungen durchgeführt. Dabei wurden 16 seiner Kunstwerke beschlagnahmt, die meisten Arbeiten von den Nationalsozialisten im Atelier zerstört.
Rischbieter wurde 1937 verhaftet und des Hochverrats bezichtigt. Im Zuge seines Prozesses wurde er aus Mangel an Beweisen freigelassen. Er wurde 1940 zur Wehrmacht einberufen. Zu dieser Zeit war er 42 Jahre alt. Er wurde nicht an die Front geschickt, sondern verrichtete Dienst bei der „Heeres‐Abnahme‐Beschuss‐Stelle“ auf dem Schießplatz in Unterlüß bei Celle.

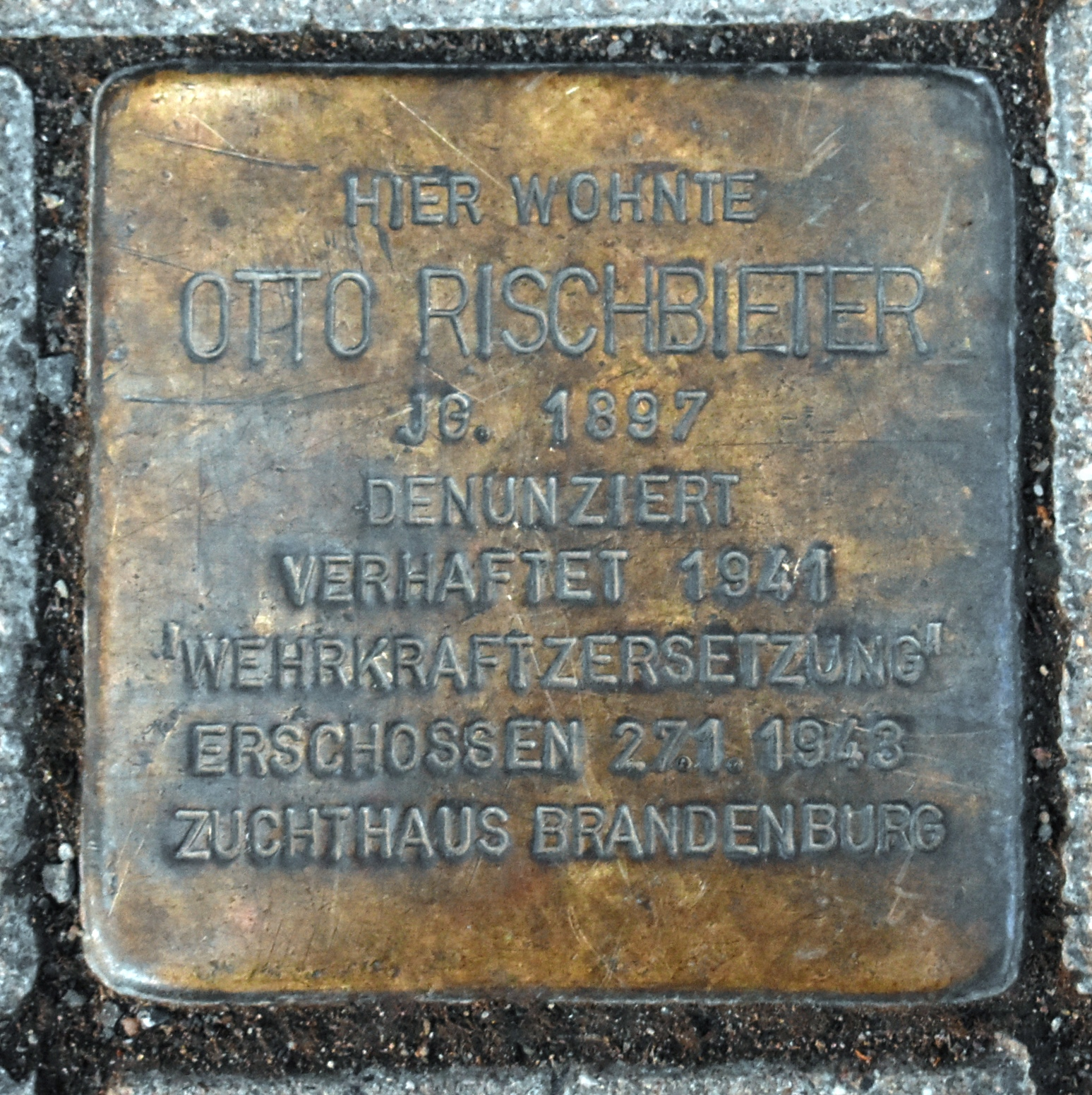
Stolperstein für Otto Rischbieter in Hannover

Ende 1941, so die Familienüberlieferung seines Neffen Henning Rischbieter, äußerte der Kommunist Otto Rischbieter im Mitsoldatenkreis die Meinung, dass mit dem Überfall auf die Sowjetunion der Krieg verloren sei. Daraufhin wurde er denunziert, verhaftet und wegen Wehrkraftzersetzung angeklagt. Monatelang saß er im Wehrmachtsgefängnis am hannoverschen Waterlooplatz ein. Mitte des Jahres 1942 wurde er ins Wehrmachtsgefängnis nach Berlin verbracht und wegen Wehrkraftzersetzung angeklagt. Das Todesurteil erging am 19. Dezember 1942. Am 27. Januar 1943 wurde er im Zuchthaus Brandenburg-Görden durch Erschießen hingerichtet.

## Werk
Seine frühen Arbeiten zeigen sowohl in der Formsprache als auch in der Farbwahl expressionistische Einflüsse. Hierbei handelte es sich vor allem um Porträts und Akte. Spätere Werke, darunter Landschaftsdarstellungen und ein Selbstbildnis, bezeugen eine Abkehr vom Expressionismus zum Vorteil einer stärker realistischen Darstellungsweise im Stil der Neuen Sachlichkeit.
Die meisten seiner Werke sind nicht mehr auffindbar bzw. wurden in den Wirren des Zweiten Weltkriegs vernichtet. Eines der wenigen erhaltenen Werke ist Rischbieters Selbstbildnis in der Sammlung Gerd Gruber.

## Erinnerung
Heute erinnert ein Stolperstein in Hannover vor dem Haus in der Kirchröder Straße 100 an Otto Rischbieter.
Im noch zu DDR-Zeiten im VEB E. A. Seemann Buch- und Kunstverlag erschienenen Übersichtswerk Geschichte der Deutschen Kunst 1918–1945 wird Otto Rischbieter als einer der KPD-nahen Künstler der Weimarer Republik gewürdigt, die wie Alfred Frank, Fritz Schulze, Oda Schottmüller und Kurt Schumacher von den Nationalsozialisten hingerichtet wurden.

## Ausstellungen
- 1980: Widerstand statt Anpassung, Badischer Kunstverein, Karlsruhe
- 1990/1991: Entdeckungen. Die Sammlung Gerd Gruber, Kunstmuseum Moritzburg, Halle (Saale)
- 2002: Verfemt, verfolgt – nicht vergessen, Anhaltischer Kunstverein, Dessau
- 2011/2012: Zwischen Bedrängnis und Widerstand. Grafiken und Gemälde der Jahre 1933 bis 1945 aus der Sammlung Gerd Gruber, Lutherstadt Wittenberg und Cranach-Stiftung, Altes Rathaus, Wittenberg
- 2015: Das Unsagbare zeigen, NS-Dokumentationszentrum, München[5]